# NGC 7049
NGC 7049 é uma galáxia lenticular (S0) localizada na direcção da constelação de Indus. Possui uma declinação de -48° 33' 41" e uma ascensão recta de 21 horas, 19 minutos e 00,2 segundos.
A galáxia NGC 7049 foi descoberta em 4 de Agosto de 1826 por James Dunlop.